# Ley de Punto Final
La Ley 23 492 de Punto Final es una ley argentina que estableció la caducidad de la acción penal (prescripción) contra los imputados como autores penalmente responsables de haber cometido el delito complejo de desaparición forzada de personas —que involucró detenciones ilegales, violaciones,  torturas y homicidios agravados o asesinatos— que tuvieron lugar durante la dictadura cívico militar, que no hubieran sido llamados a declarar «antes de los sesenta días corridos a partir de la fecha de promulgación de la presente ley». Fue presentada por los diputados Juan Carlos Pugliese, Carlos A. Bravo y Antonio J. Macris, y promulgada el 24 de diciembre de 1986 por el presidente Raúl Alfonsín. El Congreso la declaró nula en 2003. Durante la campaña electoral de 1983 el candidato de la Unión Cívica Radical Raúl Alfonsín había prometido que no habría impunidad para los crímenes del terrorismo de Estado en Argentina.
El 5 de diciembre de 1986, el presidente Raúl Alfonsín anunció un proyecto que emplazaba abruptamente la presentación de denuncias por vulneración de los derechos humanos durante la dictadura. Fijaba un plazo de treinta días, tras el cual caducaba el derecho a reclamar justicia. El proyecto fue bautizado como Ley de Punto Final.
La ley establecía que «se extinguirá la acción penal contra toda persona que hubiese cometido delitos vinculados a la instauración de formas violentas de acción política hasta el 10 de octubre de 1983». Dado que sancionaba la impunidad de los militares penalmente responsables de haber cometido el delito de desaparición forzada de personas de varios miles de opositores, activistas de izquierda, intelectuales, peronistas, sindicalistas, escritores y otros grupos durante la dictadura, fue en su momento objeto de una viva y acalorada polémica.
Entre 50 000 y 60 000 personas se manifestaron en el centro de Buenos Aires como protesta contra la ley. Según el diario español El país fue la manifestación más multitudinaria desarrollada en la Capital Federal desde que se había recuperado la democracia tres años antes.
Convocada por las Madres de Plaza de Mayo y Abuelas de Plaza de Mayo, organizaciones defensoras de los derechos humanos y partidos extraparlamentarios de izquierda, la marcha contó con el apoyo de los peronistas revolucionarios y la Confederación General del Trabajo (CGT). Sólo quedaban fuera del ámbito de aplicación de la ley los casos de secuestro de recién nacidos, hijos de prisioneras políticas destinadas a desaparecer, que eran por lo general apropiados mediante inscripciones o adopciones legales fraudulentas por militares, quienes les ocultaban su verdadera identidad biológica. La Ley de Punto Final fue promulgada el 24 de diciembre de 1986 por el entonces presidente Raúl Alfonsín, y estableció la paralización de los procesos judiciales contra los imputados de ser autores penalmente responsables de haber cometido el delito de desaparición forzada de personas durante la dictadura. Meses después fue complementada con la Ley de Obediencia Debida (23 521) también dictada por Alfonsín el 4 de junio de 1987, y estableció una presunción iuris et de iure (es decir, que no admitía prueba jurídica alguna en contrario) respecto de que los delitos cometidos por los miembros de las Fuerzas Armadas no eran punibles.
Su primera aplicación práctica ocurrió dos días después cuando la Procuración a cargo del radical Juan Octavio Gauna aceptó que la ley era aplicable a un grupo de oficiales que actuó bajo las órdenes del general Ramón Camps en la provincia de Buenos Aires, anulando su condena.
Las leyes de Punto Final y Obediencia Debida, junto a los indultos realizados por Carlos Menem (1989–1990), son conocidas entre sus detractores como leyes de impunidad.

## Derogación de 1998 y anulación de 2005
En 1998 el Congreso Nacional derogó las leyes de Punto Final y Obediencia Debida.
La ley, junto con su complementaria, la de Obediencia debida, fueron anuladas por el Congreso Nacional el 12 de agosto de 2003.
Se pronunciaron por la nulidad de la ley los diputados del justicialismo y los de los partidos de centroizquierda e izquierda. Votaron en contra los legisladores de los partidos de derecha, con el diputado de Fuerza Republicana Ricardo Bussi a la cabeza, acompañado por ucedeístas, cavallistas, seguidores de Ricardo López Murphy. El bloque radical en el Senado, antiguo impulsor de la Ley de Punto Final, también adoptó una postura contraria a la nulidad, con el argumento de que "el Congreso no puede anular leyes, sólo derogarlas, y que la anulación está reservada a la Corte Suprema", votando en contra de la nulidad, con excepción de cinco senadores disidentes: Juan Carlos Passo, Mónica Arancio, Marita Colombo, Rodolfo Terragno y Gerardo Morales). con la aprobación del rango constitucional para la Convención de la ONU sobre imprescriptibilidad de los Crímenes de Guerra y de Lesa Humanidad, ratificada por el entonces presidente Néstor Carlos Kirchner un día antes (11 de agosto de 2003). En tanto en el senado la nulidad, empujada por el bloque del PJ y resistida por la UCR, supuso para los senadores un claro alineamiento con el presidente Néstor Kirchner, quien buscaba este resultado para habilitar el juzgamiento de militares en la Argentina y no en el exterior. Minutos antes de las dos de la madrugada, la Cámara aprobó por 43 votos a siete la nulidad de las leyes del Obediencia Debida y Punto Final. La mayoría de los radicales votó en contra, Luis Falcó, Raúl Baglini y el jefe de bloque Carlos Maestro fueron algunos de los que hicieron largos discursos en contra de derogar las normas.
Esta anulación fue convalidada por la Corte Suprema de Justicia, que las declaró inconstitucionales el 14 de junio de 2005.